# Pfarrhaus Lichtenau (Mittelfranken)

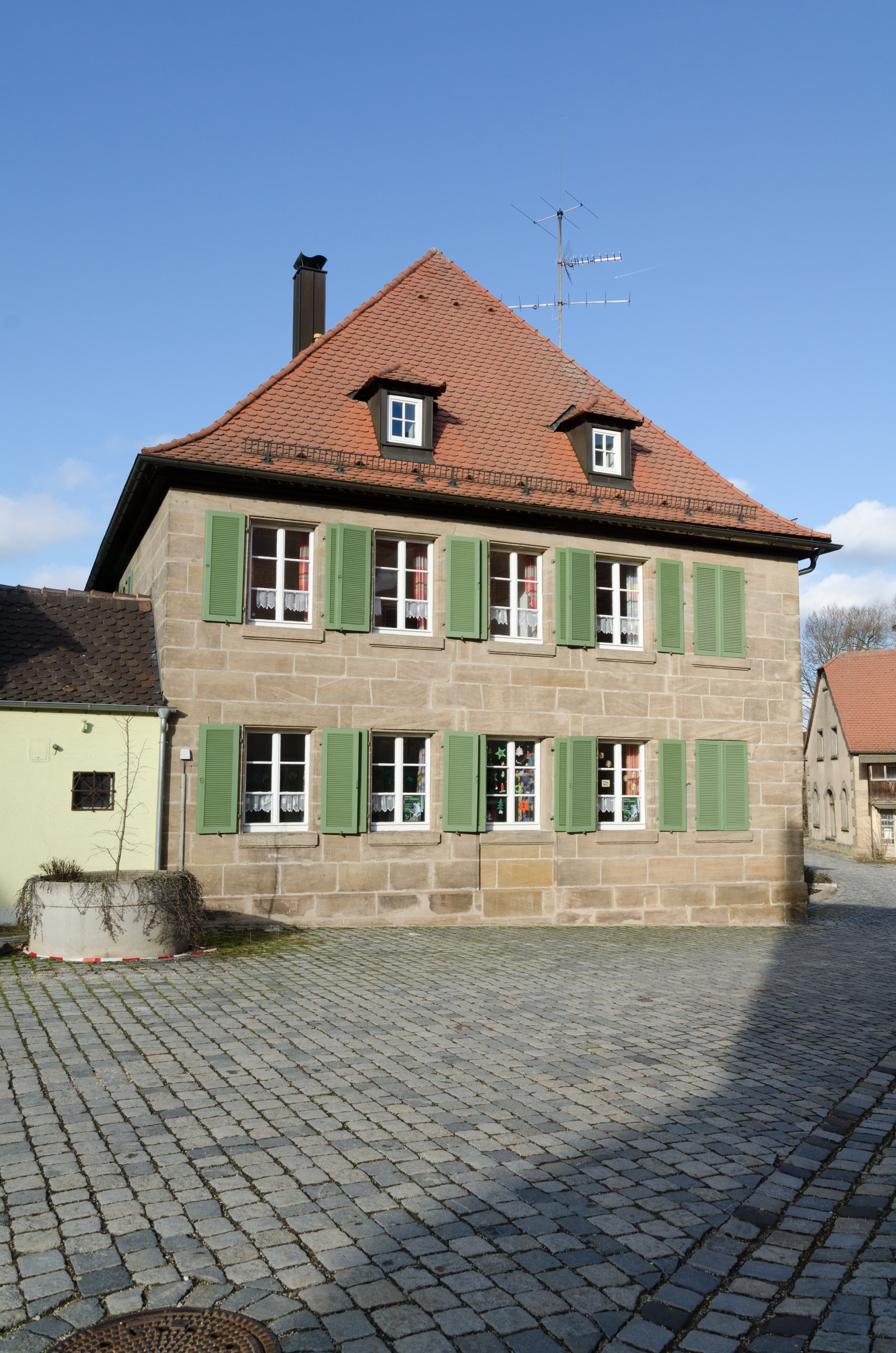
Pfarrhaus in Lichtenau

Das Pfarrhaus in Lichtenau, einer Marktgemeinde im mittelfränkischen Landkreis Ansbach in Bayern, wurde 1636 errichtet. Das Pfarrhaus an der Pfarrgasse 2, direkt neben der evangelisch-lutherischen Dreieinigkeitskirche, ist ein geschütztes Baudenkmal.
Der zweigeschossige Walmdachbau ist mit Quadermauerwerk aus Sandstein ausgeführt. Der Innenausbau wurde im 18. Jahrhundert verändert.